# St Monans
St Monans est un village situé dans le Fife, en Écosse. En 2020 la population de St Monans est estimée à 1 130 habitants.